# آلبرت چارلز سوارد

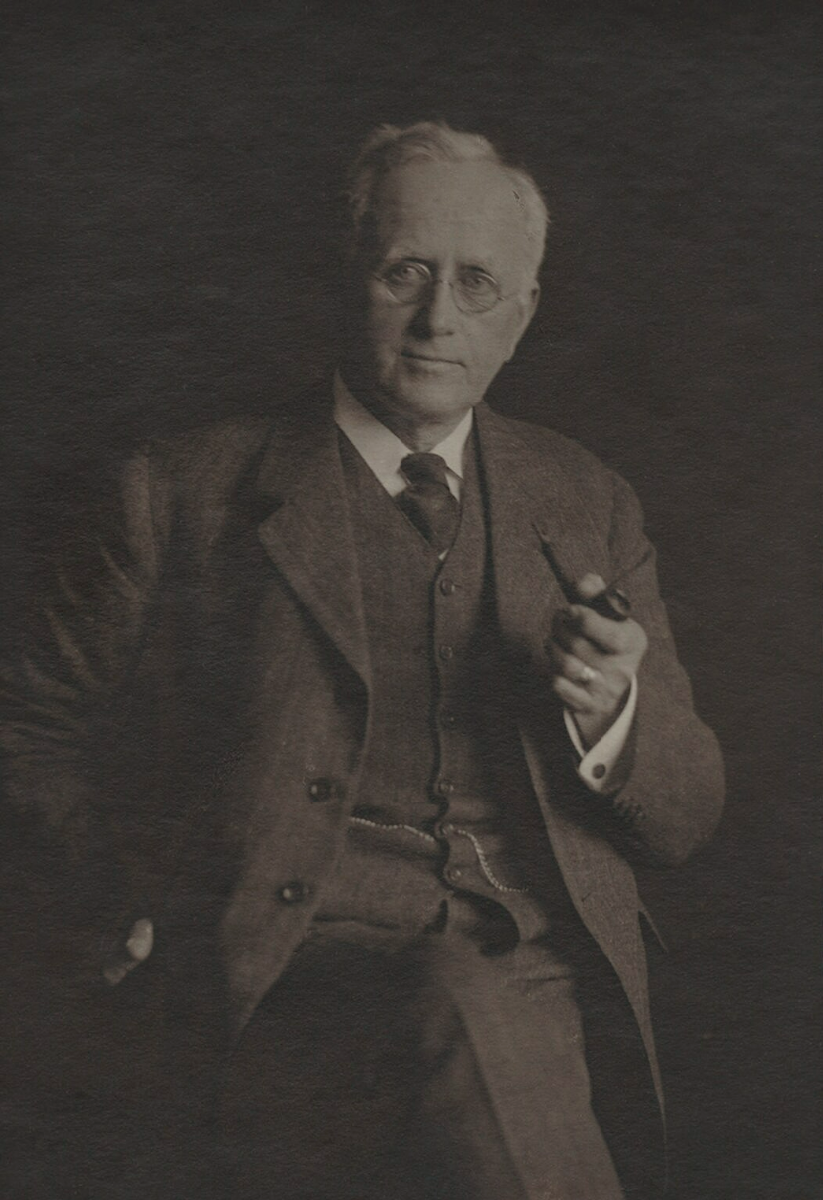
آلبرت چارلز سوارد، زمین و گیاه‌شناس انگلیسی - ۱۹۲۰

آلبرت چارلز سوارد (به انگلیسی: Albert Charles Seward)،(متولد ۹ اکتبر ۱۸۶۳ – درگذشت ۱۱ آوریل ۱۹۴۱) گیاه‌شناس و زمین‌شناس اهل بریتانیا بود.

## زندگی‌نامه
سوارد در لنکستر زاده شد. اولین تحصیلات او در مدرسه گرامر لنکستر بود سپس با این تصمیم که آرزوی والدینش را برآورده کرده و زندگیش را وقف کلیسا کند، به کالج سنت جان رفت. بزودی علائق دوران کودکی وی به گیاه‌شناسی و جانورشناسی دوباره زنده شد و همچنین سخنرانی‌های الهام‌بخش «ویلیام کرافورد» به او کمک نمود.